# Jacques De Braekeleer

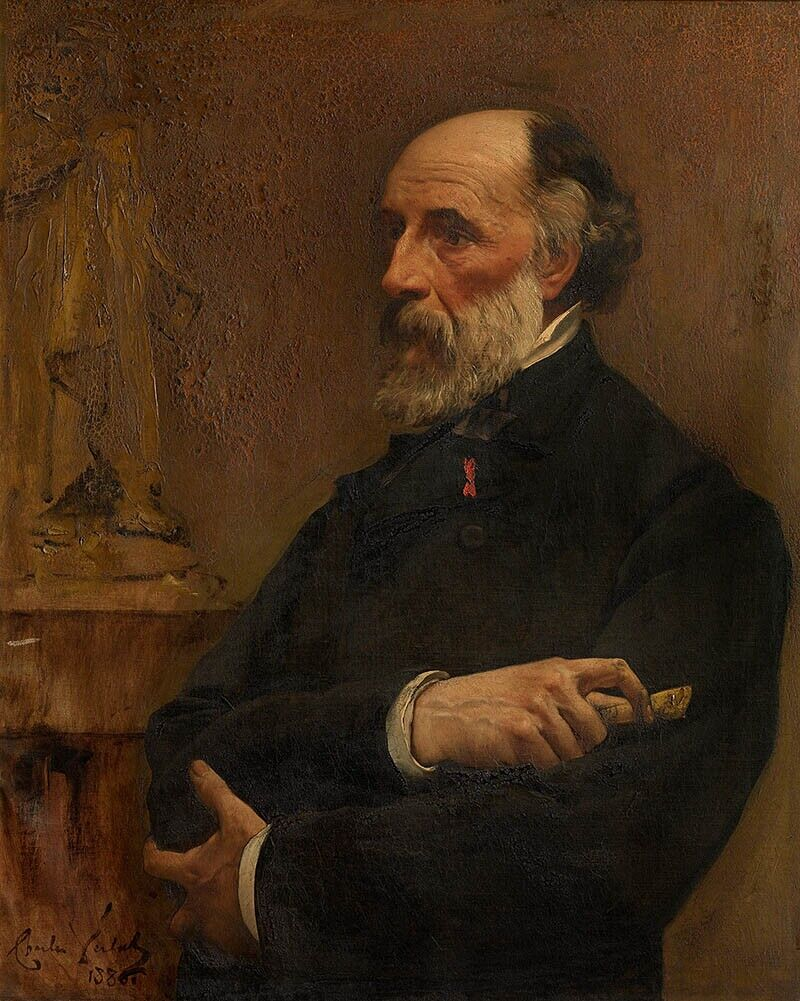
Jacques De Braekeleer (door Karel Verlat)

Jacques De Braekeleer (ook Jacob, Jakob, Jaak, Jean en Jan) (Antwerpen, 30 maart 1823 – Borgerhout, 25 oktober 1906) was een Vlaams beeldhouwer. De onderwerpen van zijn werken waren zowel religieus als historisch van aard, af en toe waren het zelfs genrestukken. Hij woonde zijn hele leven in Antwerpen en Borgerhout, met uitzondering van zijn reis naar Parijs. Het Portret van Théophile Smekens is van zijn hand.

## Kunstenaarsfamilie
Jacques De Braekeleer was de broer van Adriaan De Braekeleer. Hun vader was de broer van Ferdinand De Braekeleer, die de vader was van Ferdinand II De Braekeleer en Henri De Braekeleer. Met uitzondering van Jacques' en Adriaans vader, waren allen bekende en minder bekende kunstenaars. Ook Henri Leys was verwant met de De Braekeleers, aangezien hij de oom was van Ferdinand II en Henri. Men kan ervan uitgaan dat met een dergelijke kunstenaarstraditie, Jacques genoten heeft van enig onderricht door zijn oom en misschien wel neven.

## Opleiding
Na zijn vorming aan het Koninklijk Atheneum van Antwerpen, volgde hij zijn opleiding tot beeldhouwer aan de Koninklijke Academie voor Schone Kunsten in Antwerpen. Hier kreeg hij les van onder andere Van Hool. Jacques De Braekeleer ging tijdens zijn opleiding op aanraden van een Brusselse koper naar Parijs waar hij leerde van Albert-Ernest Carrier-Belleuse en Francisque Joseph Duret. Later doceerde hij zelf in de Koninklijke Academie voor Schone Kunsten in Antwerpen.

## Openbare opdrachten
De meeste van zijn openbare werken bevinden zich in Antwerpen. Jacques De Braekeleer vervaardigde onder andere Quinten Matsys dat momenteel op het Baron Dhanisplein te Antwerpen staat. Verder werkte hij met Jean-Jacques Winders mee aan het standbeeld Schelde Vrij in 1883 en maakte hij verschillende geveldecoraties zoals voor de Bourlaschouwburg en de Nationale Bank van België. Er staat zelfs een werk van Jacques De Braekeleer in Buenos Aires. Deze opdracht kreeg hij door zijn benoeming tot de Ridderorde van Koning Leopold.

## Trivia
In Borgerhout is een straat naar hem vernoemd: de Jaak De Braekeleerstraat.

## Galerij

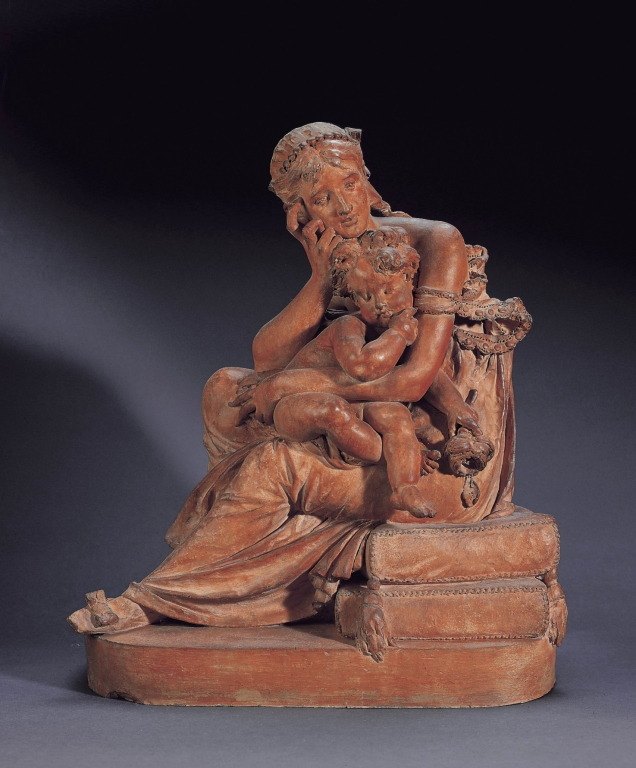
Moeder en kind
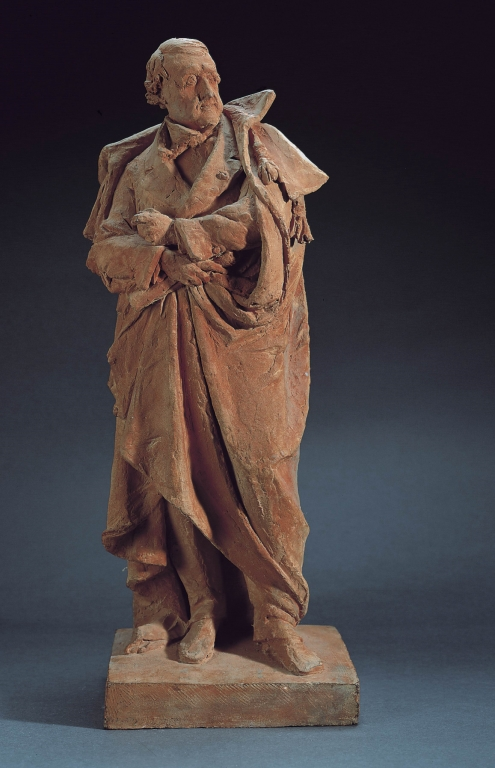
Gioachino Rossini
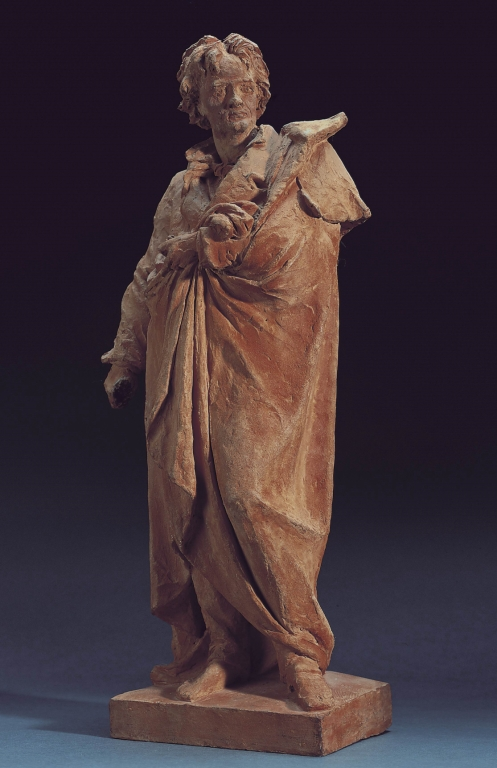
Ludwig von Beethoven
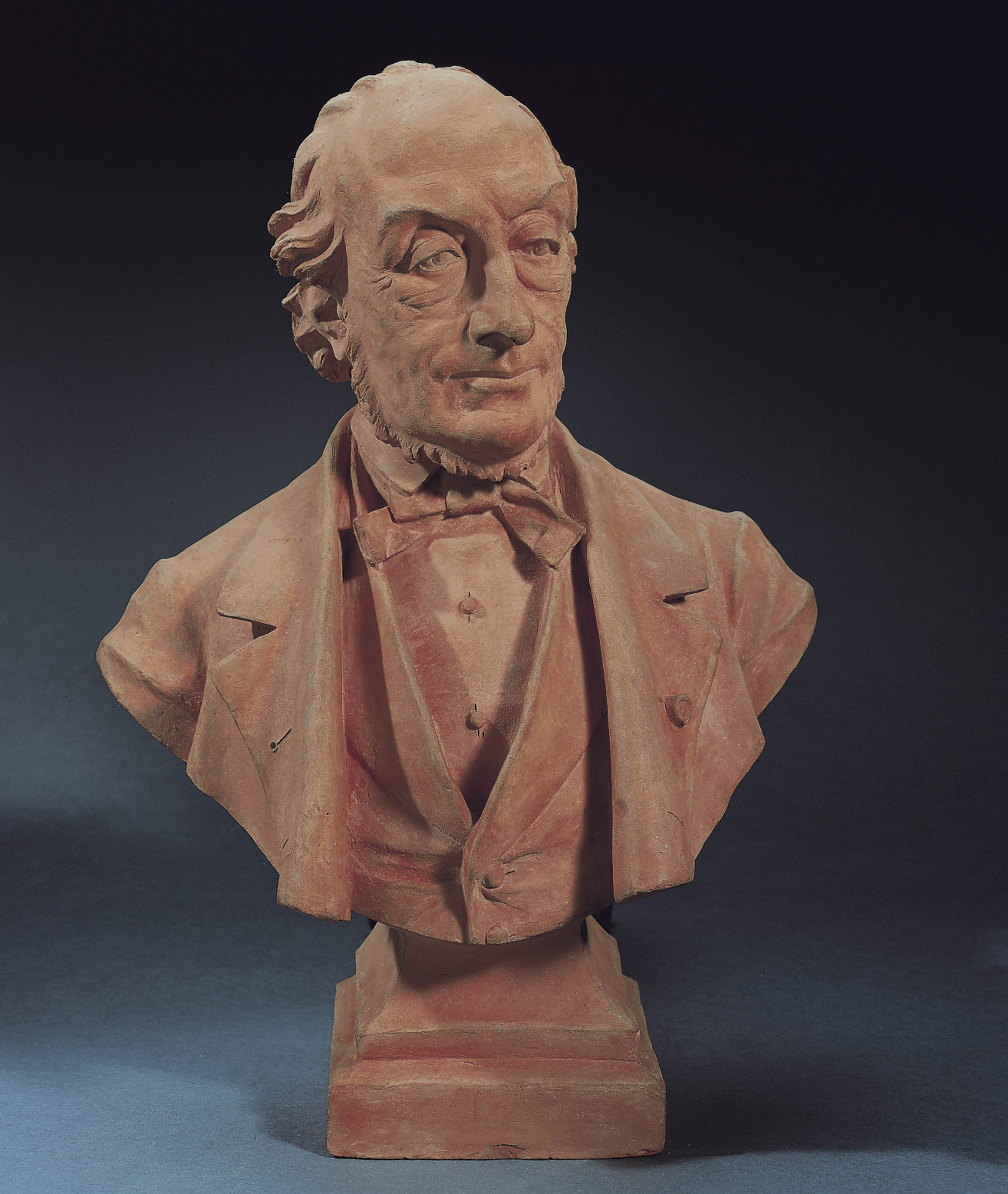
Théophile Smekens
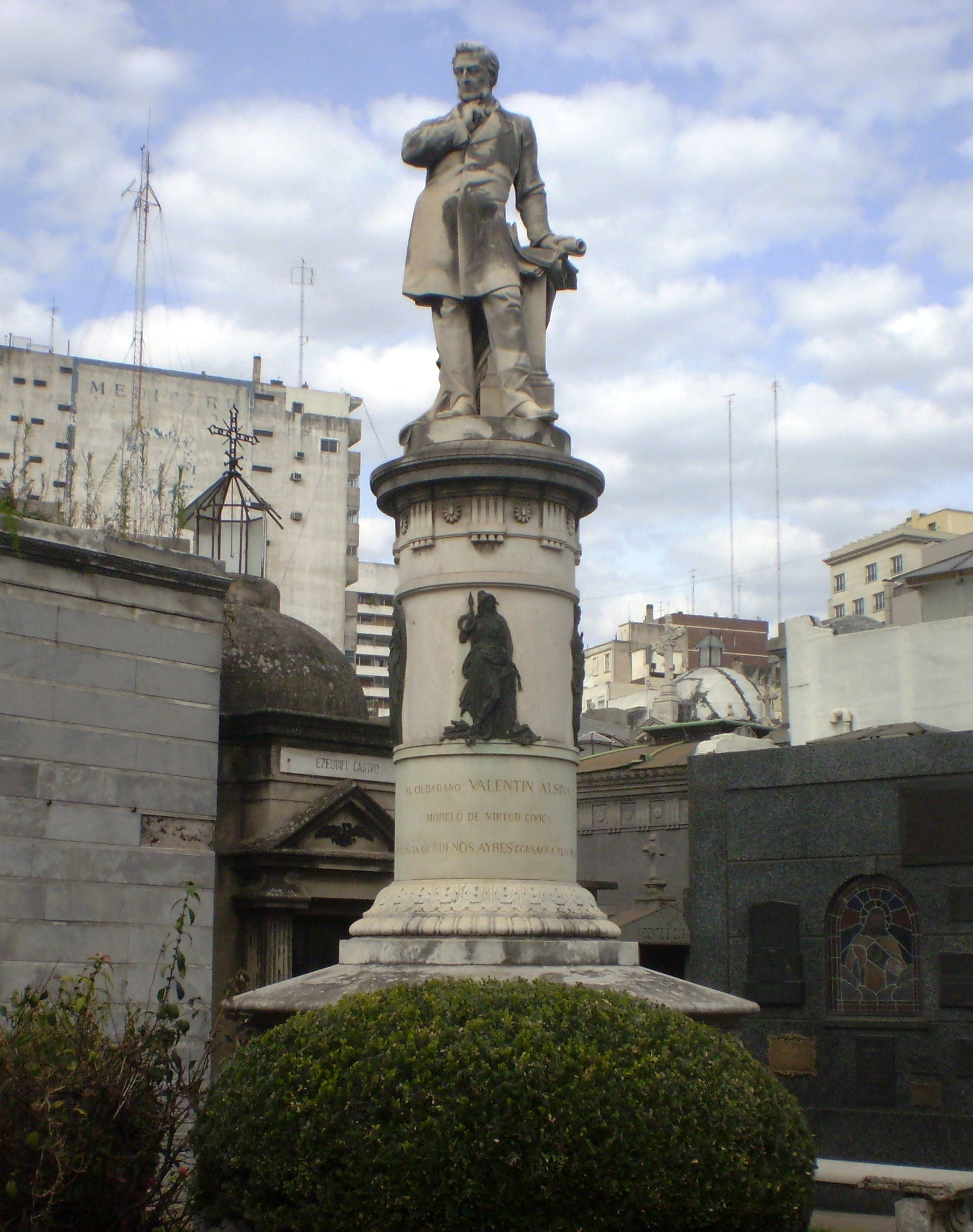
Beeld op de graftombe van Valentín Alsina in Buenos Aires.

- RKD-Nederlands Instituut voor Kunstgeschiedenis: 20407
- Union List of Artist Names: 500197470
- Virtual International Authority File: 157013573